# Gotthold Gloger
Gotthold Gloger (Königsberg, 17 giugno 1924 – Gransee, 16 ottobre 2001) è stato uno scrittore, pittore e sceneggiatore tedesco.

## Biografia
Già da bambino ricevette lezioni di pittura e disegno; dal 1941 andò alla Kunstgewerbeakademie di Königsberg. Contemporaneamente sorsero i suoi primi tentativi letterari. Nel 1942 partecipò come soldato alla Wehrmacht nella seconda guerra mondiale e in seguito fece parte del 999º battaglione di disciplina.
Dopo la fine della guerra si laureò in storia dell'arte a Francoforte frequentando anche corsi di filosofia e filologia romanza. Negli anni 1947-1948 era in Italia e nel sud della Francia. A causa della sua partecipazione a uno sciopero degli operai del porto di Marsiglia fu arrestato e detenuto per un certo periodo in una prigione militare a Strasburgo. Nel 1954 si trasferì nella Repubblica Democratica Tedesca (RDT). Negli anni 1955-1956 fu studente al Deutsches Literaturinstitut Leipzig. Successivamente visse come pittore e scrittore indipendente fino al 1967 a Meiningen e dal 1970 a Kraatz.
La sua opera letteraria comprende romanzi, storie e letteratura per bambini, nonché sceneggiature per film e televisione. Ebbe predilezione per i temi storici. I critici evidenziarono la sua chiara narrativa e la sua attenzione ai dettagli.
Fu membro dal 1954 del PEN della RDT. Nel 1954 ottenne il Premio Heinrich Mann e nel 1961 il Kinderbuchpreis del Ministero della Cultura della RDT.

## Opere
- Philomela Kleespieß trug die Fahne (1953)
- Der Soldat und sein Lieutenant (1955)
- Die auf den Herrn warten (1958)
- Der dritte Hochzeitstag (1960)
- Rot wie Rubin (1961)
- Der Bauerbacher Bauernschmaus (1963)
- Frido, fall nicht runter (1965)
- Meininger Miniaturen (1965)
- Das Aschaffenburger Kartenspiel (1969)
- Kathrins Donnerstag (1970)
- Der Mann mit dem Goldhelm (1972)
- Der Bäckerjunge aus Beeskow (1974)
- Ritter, Tod und Teufel (1976)
- Das Rübenfest und andere Geschichten (1979)
- Berliner Guckkasten (1980)
- Freundlich ist die Nacht (1980)
- Leb vergnügt oder Die Ermordung des Hofmarschalls von Minutoli zu Meiningen (1981)
- Meine Feder für den König (1985)